# Saint-Cézaire-sur-Siagne
Saint-Cézaire-sur-Siagne é uma comuna francesa na região administrativa da Provença-Alpes-Costa Azul, no departamento Alpes Marítimos. Estende-se por uma área de 30,02 km², com  (Saint-Cézariens) 2840 habitantes, segundo os censos de 1999, com uma densidade de 94 hab/km².